# Багиров, Гусейнгулу Сеид оглы
Гусейнгулу Сеид оглы Багиров (азерб. Hüseynqulu Bağirov; род. 23 мая 1955, Баку) — азербайджанский политик, бывший министр экологии и природных ресурсов Азербайджана. Министр торговли Азербайджана (2000—2001). Президент Федерации экстремальных и воздушных видов спорта Азербайджана.

## Биография
Гусейнгулу Багиров родился 23 мая 1955 года в городе Баку. В 1978 году окончил исторический факультет Бакинского государственного университета. В период обучения был стипендиатом К. Маркса. В 1978—1983 годах работал в министерстве образования, а потом в органах комсомола. В 1983—1985 годах занимался научной деятельностью в Москве. В 1985—1992 годах работал учителем в Закавказском комсомольском и высшем партийном училищах.
В 1990 году решением Коллегии министерства образования бывшего Советского Союза получил ученую степень профессора. С 1990 года руководил институтом молодежи, с 1992 года — Западным университетом. В 2000—2001 году был министром торговли Азербайджана.
С 2001 года по 2018 год — министр экологии и природных ресурсов.

## Награды
- Орден «Слава» (Азербайджан) (2015).
- Медаль «Инженерная слава» (2012, Азербайджанская инженерная академия)[2].
- Диплом Азербайджанской инженерной академии (2012 год, Азербайджанская инженерная академия)[2].